# 巴爾斯孔
巴爾斯孔（羅馬化：Barskoon）是吉爾吉斯斯坦伊塞克湖南部的定居點。在2009年有6912人，有A363公路連接巴拜巴伊沃和克孜勒蘇。

## 地理
該村位於巴爾斯孔谷地口。這谷地連接伊塞克湖和納倫河上游新疆。

## 歷史
該鎮是中世紀重要的貿易站。古絲綢之路的路線經過這裡，這里有一個古老的商隊旅店的廢墟，證明了當時的商隊路線從這里分散到中國和印度。十五世紀後絲綢之路逐漸衰落後，城鎮開始失去重要地位。
清代屬於伊犁廳，称此地巴爾渾。及後俄羅斯帝國征服中亞，通過《中俄勘分西北界約記》獲得外西北地區的主權，此地也隨之成爲俄羅斯領土，這座小鎮也開始成為俄羅斯的軍事哨所。在1916年吉爾吉斯斯坦反對殖民統治的起義中，大量的吉爾吉斯人企圖從巴爾斯罕河谷逃到中國，許多人在別迭里和錫克山口被殺。蘇聯成立後，古代的貿易之路小鎮成為對中國的重要邊防地點。在1997年甘姆托爾金礦被發掘，通過山谷的道路成為礦山的主要通道。 
1998年春，運載煉金過程中使用的氰化物的卡車發生事故，卡車離開道路並衝入溪流。由於許多遊客取消了計劃的假期，事故造成的污染暫時中斷了伊塞克湖附近的旅遊業。

## 詞源
這個名字的各種變體出現在中世紀書面紀錄中。 第一個提到的是9世紀的地理學家伊本·胡尔达兹比赫的作品道里邦国志。這個名字的詞源不清楚。流行的說法把它與雪豹連在一起， 另一個詞源是由博斯沃思提出的，他提到“古代波斯統治者之一定居在突厥斯坦成為統治者”。

## 名人
11世紀的學者麻赫穆德·喀什噶里是這個地區的本地人，他的父親侯賽因是村長。喀什噶里是突厥語大詞典作者，突厥語大詞典是第一部突厥語比較詞典，是他在1072-4年住在巴格達的時候寫的。他的墳墓位於乌帕尔镇。
另一個有名的当地人是阿富汗加茲尼王朝奠基人蘇布克特勤，他是葛邏祿人，942年出生在那裡，後來成為布哈拉薩曼王朝統治者總司令阿爾普特勤的奴隸。蘇布克特勤成為10世紀中亞最傑出的將軍之一，加茲尼王朝統治了伊朗，阿富汗和印度西北部的大部分地區，直到1186年。